# Johann Heinrich Buttstett
Johann Heinrich Buttstett (anche: Buttstedt o Buttstädt; Bindersleben, 25 aprile 1666 – Erfurt, 1º dicembre 1727) è stato un compositore, organista e teorico della musica tedesco.
Anche se egli fu il più importante allievo di Johann Pachelbel e uno degli ultimi maggiori esponenti della tradizione organista della Germania meridionale, Buttstett è ricordato soprattutto per una disputa avuta con Johann Mattheson.

## Biografia

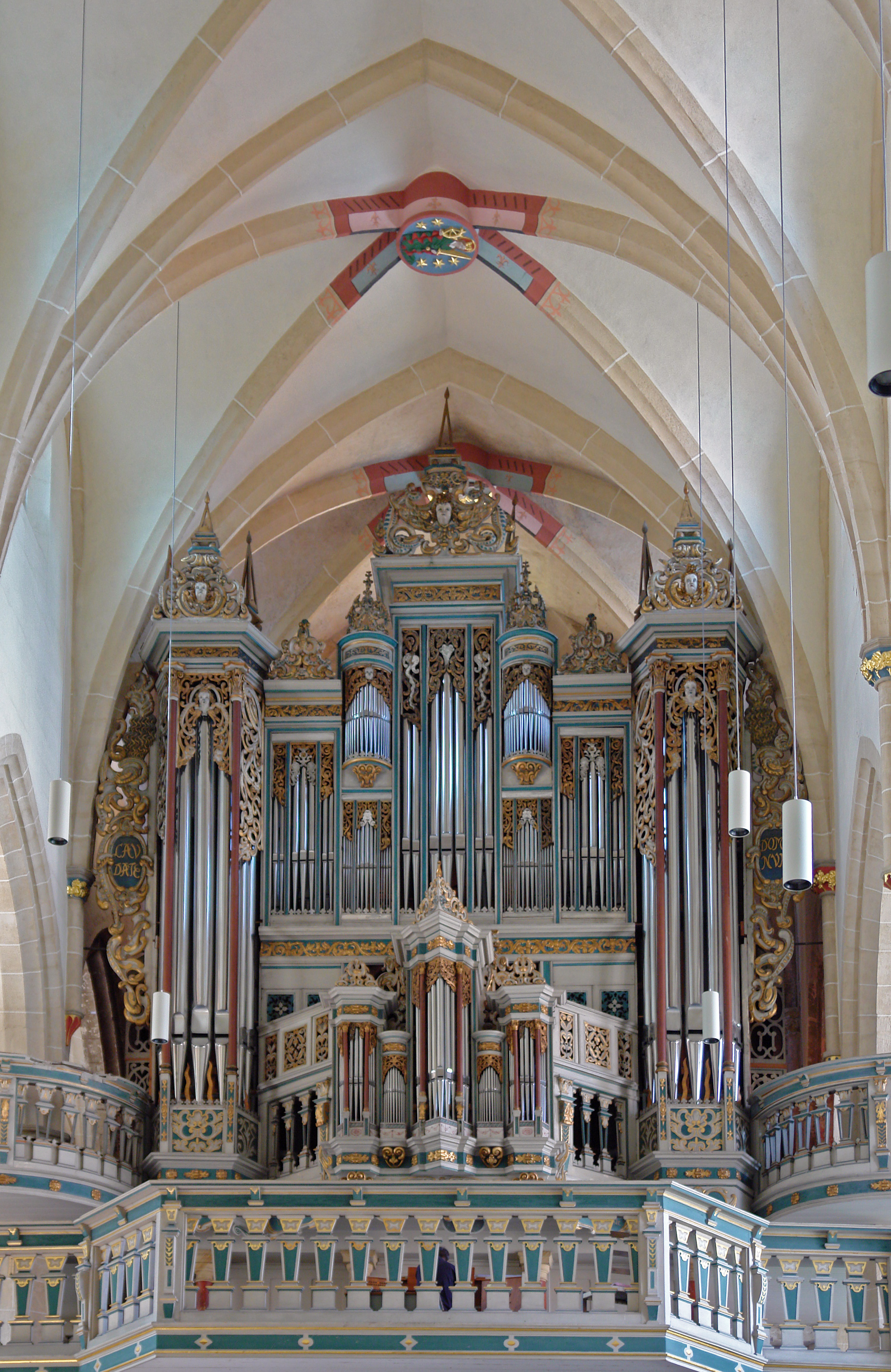
Organo della Predigerkirche di Erfurt.

Figlio di Johann Henricus Buttstett, un erudito pastore locale, iniziò a studiare musica in tenera età, diventando nel 1678 allievo di Johann Pachelbel, organista della Predigerkirche di Erfurt. La sua carriera professionale iniziò nel 1684 alla Reglerkirche e continuò alla Kaufmannskirche, dove fu attivo nel 1687. In ambedue i casi non fu solo organista, ma anche insegnante presso la scuola della chiesa. Nel 1691 Buttstett succedette a Nicolaus Vetter alla Predigerkirche nella posizione di organista titolare (Pachelbel aveva lasciato il posto nel 1690 e Vetter, che gli era succeduto, si trasferì a Rudolstadt nel 1691); con questa carica, che mantenne per 36 anni, fino alla morte, diventò l'organista principale della città (nel 1693 ricevette il titolo di Ratsorganist). Buttstett sposò nel 1687 Martha Lämmerhirt (una lontana cugina della madre di Johann Sebastian Bach) e ne ebbe 10 figli.
Nel 1716 Buttstett pubblicò Ut, mi, sol, re, fa, la, tota musica et harmonia aeterna, un lavoro diretto contro il primo grande trattato di Johann Mattheson. Mattheson era un pensatore innovativo che accoglieva le nuove esperienze dello stile galante e sosteneva nella formazione dei musicisti la necessità dell'insegnamento dello stile italiano e di quello francese del XVIII secolo, mentre Buttstett difendeva la tradizione musicale del passato, dall'utilizzo della solmisazione, alla composizione sui modi greci, e della teoria dei modi greci, alla concezione generale della musica e dell'armonia dei secoli passati.
Buttstett fu alquanto apprezzato come insegnante durante gli anni della Predigerkirche, dove ebbe numerosi studenti, tra i quali si ricorda il compositore Johann Gottfried Walther e Georg Friedrich Kauffmann.

## Considerazioni sull'artista
A parte un'opera sacra andata perduta, un frammento di una cantata e due messe concertate, la musica di Buttstett consiste esclusivamente in lavori per tastiera. Nell'unica collezione sopravvissuta, Musicalische Clavier-Kunst und Vorraths-Kammer del 1713, egli dichiarò di aver già composto oltre 1000 brani, come fughette, fantasie, grandi fughe e ricercar, capricci, preludi e così via; ma oltre ad essa, sono giunti fino a noi solamente due marce incluse in Ut, mi, sol, re, fa, la, tota musica et harmonia aeterna e alcune dozzine di preludi ai corali. Molti suoi pezzi risentono dell'influenza di Pachelbel, tuttavia vi sono numerosi aspetti che collegano la musica Buttstett alla scuola organistica della Germania settentrionale: infatti, sia nelle sue composizione libere (come preludi e fantasie) che in quelle severe (come fughe e ricercari) vi sono lunghi passaggi virtuosistici, assai differenti da quelli di Pachelbel ma piuttosto affini a quelli di Dietrich Buxtehude e Nicolaus Bruhns.

## Lavori
- Musicalische Clavier-Kunst und Vorraths-Kammer per clav. (1713, Lipsia)
- Opera prima sacra, bestehend aus 4 neukomponierten Missen per coro e strumenti (1720, Erfurt; perduta)
- Missa a 6 voci, per SATB, 2 vn. e bc (1695)
- Missa I, per SATB, 2 vn. e bc
- Ein Mensch in seinem Leben (cantata)
- 36-42 preludi ai corali, per org.
- 2 marce, per clav.
- Numerose fughe, ricercar, fughette, preludi, fantasie, per tast. (perdute)
- Ut, mi, sol, re, fa, la, tota musica et harmonia aeterna (lavoro teorico, 1716, Erfurt)
- Der wider das Beschützte Orchestre ergangenen öffentlichen Erklärung (lavoro teorico, 1718, Erfurt)